# Leichtathletik-Europameisterschaften 1998/5000 m der Männer

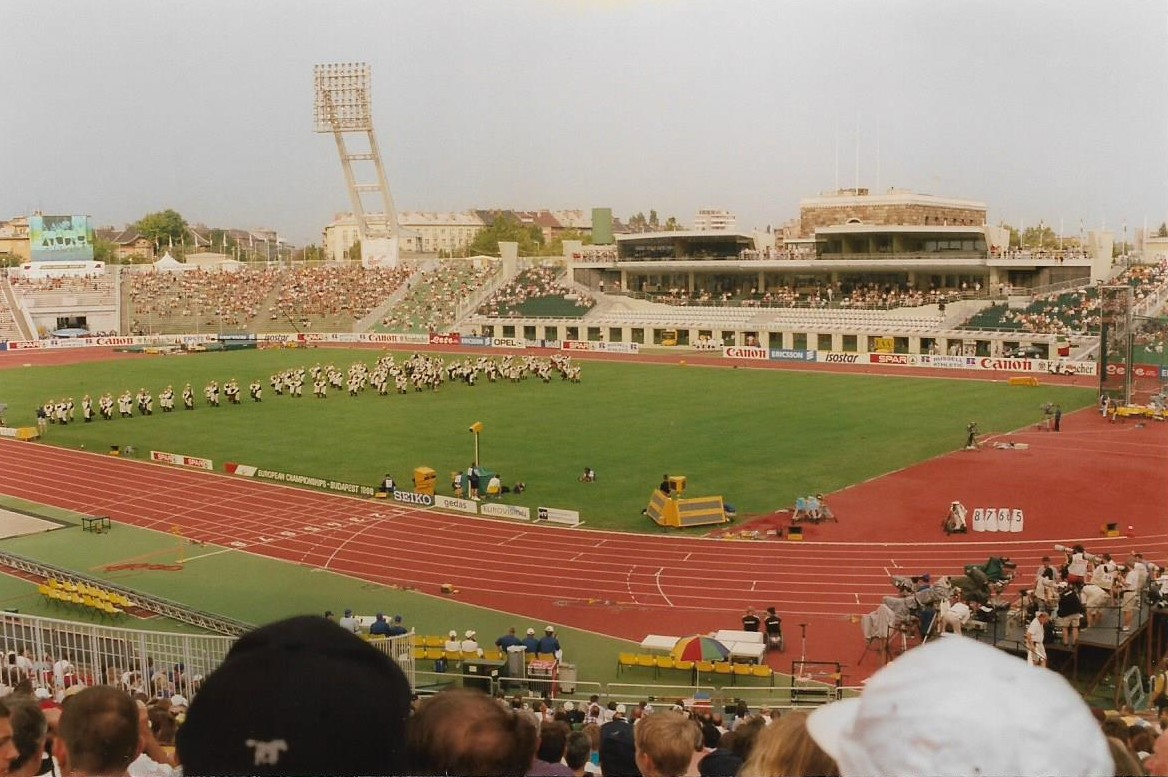
Das Népstadion von Budapest im Jahr 1998

Der 5000-Meter-Lauf der Männer bei den Leichtathletik-Europameisterschaften 1998 wurde am 22. August 1998 im Népstadion der ungarischen Hauptstadt Budapest ausgetragen.
Die spanischen Läufer kamen in diesem Wettbewerb zu einem Doppelsieg. Europameister wurde Isaac Viciosa. Den zweiten Platz belegte Manuel Pancorbo. Bronze ging an den Iren Mark Carroll.

## Bestehende Rekorde
| Weltrekord           | 12:39,36 min | Haile Gebrselassie | Helsinki, Finnland           | 13. Juli 1998   |
| Europarekord         | 12:54,70 min | Dieter Baumann     | Zürich, Schweiz              | 13. August 1997 |
| Meisterschaftsrekord | 13:10,15 min | Jack Buckner       | EM Stuttgart, BR Deutschland | 31. August 1986 |

Der bestehende EM-Rekord wurde in dem bei diesen Europameisterschaften auf eine reine Spurtentscheidung ausgerichteten Rennen nicht erreicht. Mit seiner Siegerzeit von 13:37,46 min blieb der spanische Europameister Isaac Viciosa 27,31 s über dem Rekord. Zum Europarekord fehlten ihm 42,76 s, zum Weltrekord 58,10 s.

## Durchführung
Bei nur achtzehn Teilnehmern verzichtete man hier auf Vorläufe, alle Athleten traten gemeinsam zum Finale an.

## Resultat
22. August 1998
| Platz | Name                | Nation         | Zeit (min) |
| ----- | ------------------- | -------------- | ---------- |
| 1     | Isaac Viciosa       | Spanien        | 13:37,46   |
| 2     | Manuel Pancorbo     | Spanien        | 13:38,03   |
| 3     | Mark Carroll        | Irland         | 13:38,15   |
| 4     | Mustapha Essaïd     | Frankreich     | 13:39,89   |
| 5     | Abdellah Béhar      | Frankreich     | 13:40,26   |
| 6     | Samuli Vasala       | Finnland       | 13:40,68   |
| 7     | Driss El Himer      | Frankreich     | 13:41,36   |
| 8     | Miroslav Vanko      | Slowenien      | 13:41,92   |
| 9     | Karl Keska          | Großbritannien | 13:42,58   |
| 10    | Alberto García      | Spanien        | 13:45,58   |
| 11    | Simone Zanon        | Italien        | 13:46,88   |
| 12    | Kent Claesson       | Schweden       | 13:49,55   |
| 13    | Dieter Baumann      | Deutschland    | 13:50,91   |
| 14    | Metin Sazak         | Türkei         | 13:51,70   |
| 15    | Serhij Lebid        | Ukraine        | 13:55,52   |
| 16    | Eduardo Henriques   | Portugal       | 13:59,50   |
| 17    | Rod Finch           | Großbritannien | 14:09,87   |
| 18    | Christos Papapetrou | Zypern         | 14:36,39   |

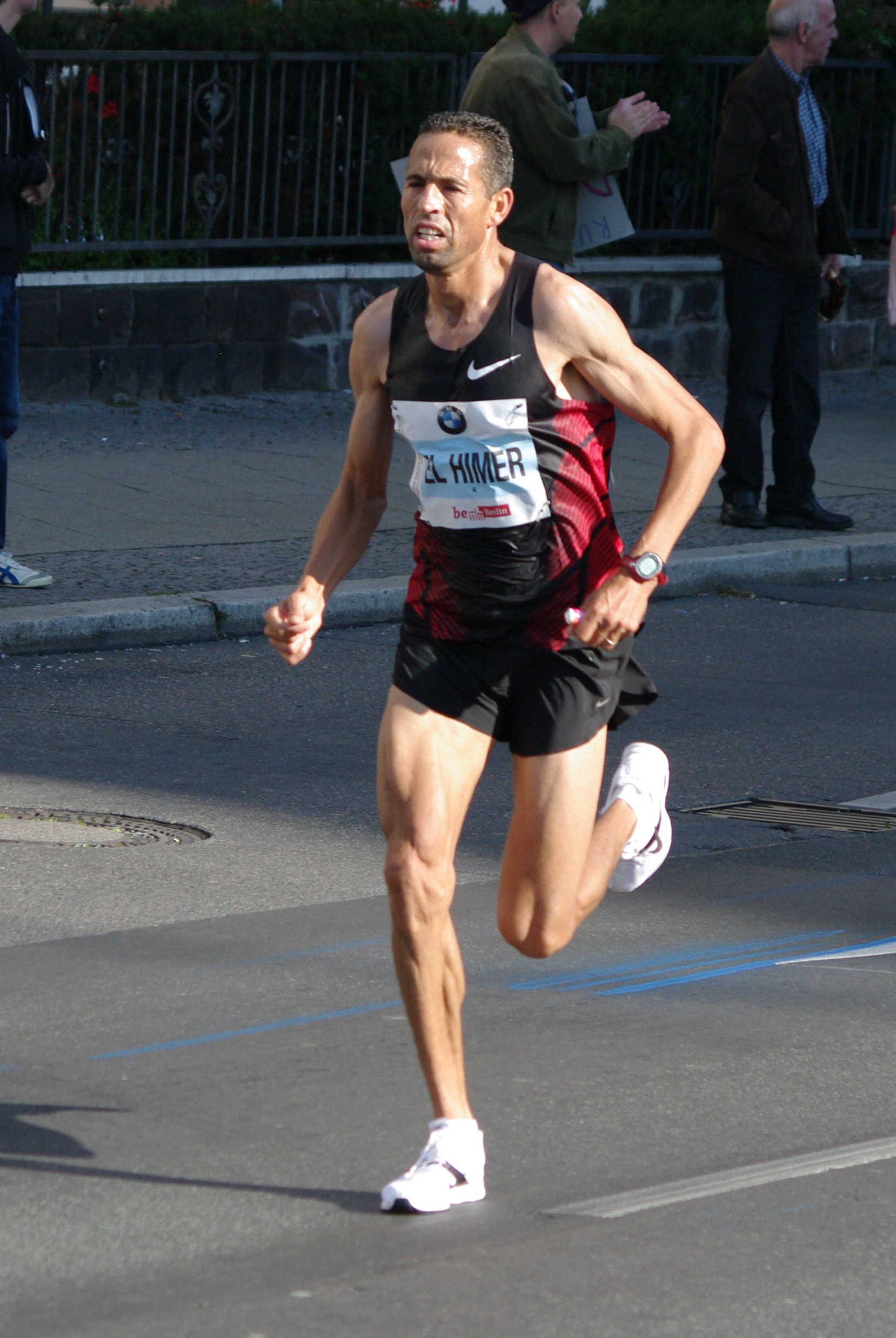
Driss El Himer (hier beim Jahr Berlin-Marathon 2011) wurde Siebter

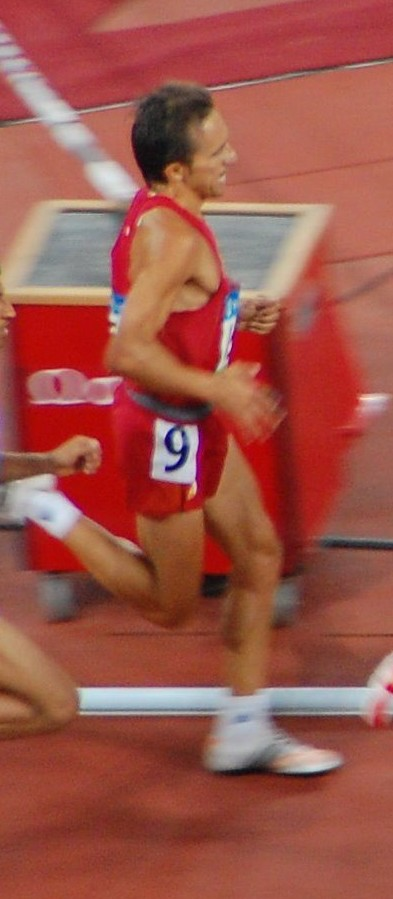
Alberto García erreichte Platz zehn
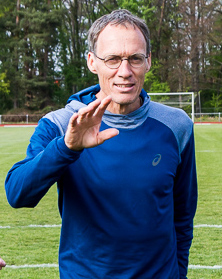
Der völlig indisponierte Titelverteidiger und Olympiasieger von 1992 Dieter Baumann kam auf den dreizehnten Platz, nachdem er vier Tage zuvor Vizeeuropameister über 10.000 Meter geworden war
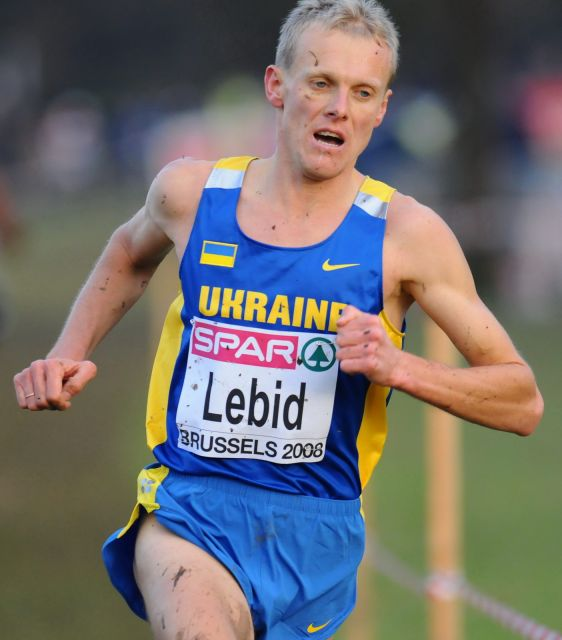
Serhij Lebid belegte Rang fünfzehn

## Videolinks
- Men's 5000m European Champs Budapest August 1998, youtube.com, abgerufen am 5. Januar 2023
- Men's 5000m European Champs Budapest 1998 youtube.com, abgerufen am 5. Januar 2023